# Chimik Dzierżyńsk
Chimik Dzierżyńsk (ros. Футбольный клуб «Химик» Дзержинск, Futbolnyj Kłub "Chimik" Dzierżinsk) – rosyjski klub piłkarski, mający siedzibę w mieście Dzierżyńsk w obwodzie niżnonowogrodzkim.

## Historia
Chronologia nazw:
- 1946: Azot Dzierżyńsk (ros. «Азот» Дзержинск)
- 1947: Chimik Dzierżyńsk (ros. «Химик» Дзержинск)
- 1949: Zawod im. Swierdłowa Dzierżyńsk (ros. «Завод имени Свердлова» Дзержинск)
- 1960: Zaria Dzierżyńsk (ros. «Заря» Дзержинск)
- 1962: Wołna Dzierżyńsk (ros. «Волна» Дзержинск)
- 1964: Chimik Dzierżyńsk (ros. «Химик» Дзержинск)
- 2001: Sibur-Chimik Dzierżyńsk (ros. «Сибур-Химик» Дзержинск)
- 2003: Chimik Dzierżyńsk (ros. «Химик» Дзержинск)

Klub Piłkarski Azot Dzierżyńsk został założony w 1946 roku na podstawie drużyny amatorskiej chemicznego zakładu im. Swierdłowa w Dzierżyńsku. Wcześniej w 1936 roku w Dzierżyńsku został zorganizowany klub sportowy "Azot", w którym czołowa rolę grała drużyna piłkarska. W 1937 roku zespół "Azot-CzChZ" został mistrzem pierwszych letnich igrzysk Związków Zawodowych Przemysłu Chemicznego ZSRR. W 1939 startował w Pucharze Rosyjskiej FSRR, ale przegrał 1:5 z Zienitem Kowrowo.
W 1946 roku Azot Dzierżyńsk zadebiutował w III grupie Mistrzostw ZSRR i nieźle wystąpił w strefie Nadwołżańskiej. W 1947 roku zespół Dzierżyńska otrzymał prawo do gry w II grupie Mistrzostw ZSRR. Przywództwo miasta dowiedziało się o tym dopiero na miesiąc przed rozpoczęciem zawodów. W pośpiechu z najlepszych graczy zespołów fabrycznych miasta został stworzony klub, nazwany Chimik Dzierżyńsk.
Przed sezonem 1950 został zreformowany system rozgrywek ligowych w ZSRR. Zamiast kilku stref drugiej grupy powstała Klasa "B", w której znaleźli się zespoły reprezentujące stolice republik radzieckich oraz duże miasta przemysłowe. Dzierżyńsk okazał się poza Klasą "B" i do 1960 roku jako Zawod im. Swierdłowa Dzierżyńsk występował tylko w zawodach regionalnych i obwodowych.
W 1960 roku, w związku z rozszerzeniem Klasy "B", miasto Dzierżyńsk ponownie otrzymał miejsce w Mistrzostwach ZSRR. Zaria Dzierżyńsk bardzo entuzjastycznie rozpoczęła sezon, ale pod koniec stoczyła się na dół tabeli. Następnie zespół przegrał w meczach przejściowych o prawo do występów w Mistrzostwach ZSRR w 1961 z mistrzem obwodu Torpedo Pawłowo i stracił status klubu profesjonalnego.
Ale rok później, w 1962 roku zakłady Dzierżyńska "Wołna" i "Żirnyje Spirty" zorganizowali profesjonalny zespół Wołna Dzierżyńsk, który dość dobrze występował w drugiej lidze w latach 1962-1963. Pod koniec drugiego sezonu, założyciele zespołu – zakłady "Wołna" i "Żirnyje Spirty" zostały połączone w "Orgstiekło", który stał się sponsorem zreformowanego zespołu, który przy tej okazji zmienił nazwę na Chimik Dzierżyńsk. Od 1964 roku zespół nie zmieniał nazwy, tylko w latach 2001-2002 do nazwy dodano nazwę Sponsora Generalnego – "Sibur".
W 1963 w związku z kolejną reformą systemu lig piłkarskich w ZSRR klub okazał się w III lidze. Dopiero w 1970 roku zespół zajął 3. miejsce w strefie trzeciej Klasy "B" i powrócił do Wtoroj Ligi, w której występował do rozpadu ZSRR w 1991 roku.
W Mistrzostwach Rosji klub debiutował w Drugiej Lidze, grupie 4. W następnym sezonie 1993 zespół zajął 11. miejsce i spadł do Trzeciej Ligi, grupy 5 w której występował do 1997. Od 1998 ponownie rywalizował w Drugiej Dywizji, grupie Nadwołżańskiej.
Po zakończeniu sezonu 2002 Sibur-Chimik Dzierżyńsk nie potrafił znaleźć finansowania, po czym został zdyskwalifikowany z PFL i stracił status profesjonalnego klubu piłkarskiego. W latach 2003–2007 Chimik spędził w amatorskiej trzeciej lidze. W sierpniu 2007 roku Chimik zdobył Puchar Międzyregionalnego Związku Piłkarskiego "Nadwołże", a potem zajął pierwsze miejsce w mistrzostwach, zdobywając prawo do gry w 2008 roku w II lidze (grupa Zachód).
W sezonie 2012/13 wygrał mistrzostwo grupy i zdobył awans do Pierwszej Dywizji. W 2016 został rozwiązany.

## Sukcesy

### Trofea międzynarodowe
Nie uczestniczył w rozgrywkach europejskich (stan na 31-05-2013).

### Trofea krajowe
Rosja
| \| \| Zdobyte trofea w rozgrywkach Rosji (stan na: 31-05-2013) \| |                                                          |      |          |
| Rozgrywki                                                         | Osiągnięcie                                              | Razy | Sezon(y) |
| · Mistrzostwo                                                     | I miejsce                                                | 0    |          |
| · Mistrzostwo                                                     | II miejsce                                               | 0    |          |
| · Mistrzostwo                                                     | III miejsce                                              | 0    |          |
| · Puchar                                                          | zdobywca                                                 | 0    |          |
| · Puchar                                                          | finalista                                                | 0    |          |
| · Puchar                                                          | 1/16 finału                                              | 1    | 2013     |
| II liga                                                           | I miejsce                                                | 0    |          |
| II liga                                                           | II miejsce                                               | 0    |          |
| II liga                                                           | III miejsce                                              | 0    |          |
| II liga                                                           | ? miejsce                                                | 1    | 2014     |
| Rosja                                                             | Zdobyte trofea w rozgrywkach Rosji (stan na: 31-05-2013) |      |          |

ZSRR
| \| \| Zdobyte trofea w rozgrywkach Związku Radzieckiego (stan na: 1-01-1992) \| |                                                                        |      |                       |
| Rozgrywki                                                                       | Osiągnięcie                                                            | Razy | Sezon(y)              |
| Mistrzostwo                                                                     | I miejsce                                                              | 0    |                       |
| Mistrzostwo                                                                     | II miejsce                                                             | 0    |                       |
| Mistrzostwo                                                                     | III miejsce                                                            | 0    |                       |
| Puchar                                                                          | zdobywca                                                               | 0    |                       |
| Puchar                                                                          | finalista                                                              | 0    |                       |
| Puchar                                                                          | 1/64 finału                                                            | 1    | 1986                  |
| II liga                                                                         | I miejsce                                                              | 0    |                       |
| II liga                                                                         | II miejsce                                                             | 0    |                       |
| II liga                                                                         | III miejsce                                                            | 0    |                       |
| II liga                                                                         | 4. miejsce                                                             | 1    | 1948 (strefa 1 RFSRR) |
|                                                                                 | Zdobyte trofea w rozgrywkach Związku Radzieckiego (stan na: 1-01-1992) |      |                       |

- Wtoroj diwizion (III Liga):
  - mistrz (1x): 2012/2013 (Zachód)

## Stadion
Klub rozgrywa swoje mecze domowe na stadionie Chimik w Dzierżyńsku, który może pomieścić 5,266 widzów.